# Trường Đại học Luật, Đại học Quốc gia Hà Nội
Trường Đại học Luật (tiếng Anh: VNU University of Law – VNU-UL) là một trường đại học thành viên của thuộc Đại học Quốc gia Hà Nội. Được thành lập ngày 23 tháng 9 năm 2022 trên cơ sở Khoa Luật.  Đây là cơ sở đào tạo và nghiên cứu luật lâu đời nhất Việt Nam với gần 50 năm hình thành và phát triển. Tiền thân là Khoa Pháp lý thành lập năm 1976 thuộc Trường Đại học Tổng hợp Hà Nội.
Theo bảng xếp hạng QS World University Rankings by Subject, lĩnh vực Luật của trường thuộc nhóm ngành “Khoa học xã hội và quản lý” nằm trong nhóm 351–400 thế giới, đồng thời là đơn vị đào tạo luật duy nhất tại Việt Nam có mặt trong bảng xếp hạng toàn cầu này.

## Lịch sử hình thành
Ngày 30 tháng 7 năm 1976, Bộ trưởng Bộ Đại học và Trung học chuyên nghiệp ban hành Quyết định số 1087 thành lập Khoa Pháp lý thuộc Trường Đại học Tổng hợp Hà Nội,  tiền thân của Khoa Luật, Đại học Quốc gia Hà Nội.
Năm 1979, thực hiện chủ trương của Đảng và Nhà nước, Khoa đã hợp nhất với Trường Cao đẳng pháp lý thuộc Ủy ban Pháp chế của Chính phủ để hình thành nên Trường Đại học Pháp lý Hà Nội (nay là Trường Đại học Luật Hà Nội). Năm 1986, Khoa được tái lập trở lại thành đơn vị thuộc Trường Đại học Tổng hợp Hà Nội. Tháng 9 năm 1995, thực hiện chủ trương sắp xếp các đơn vị trong Đại học Quốc gia Hà Nội, Khoa Luật trở thành đơn vị thuộc Trường Đại học Khoa học Xã hội và Nhân văn. Ngày 07 tháng 3 năm 2000, Giám đốc ĐHQGHN quyết định nâng cấp Khoa Luật từ khoa thuộc Trường Đại học Khoa học Xã hội và Nhân văn trở thành Khoa trực thuộc ĐHQGHN.
Ngày 23/9/2022, Khoa Luật được nâng cấp thành Trường Đại học Luật - trường đại học thành viên của Đại học Quốc gia Hà Nội.

## Nhân lực
Trường Đại học Luật thừa hưởng đội ngũ 127 cán bộ cơ hữu của Khoa Luật trực thuộc Đại học Quốc gia Hà Nội. Trong đó, đội ngũ cán bộ giảng dạy cơ hữu là 83 người, trong đó có 50 tiến sĩ (60,2% cán bộ giảng dạy); 06 giáo sư và 19 phó giáo sư (30,1% cán bộ giảng dạy) 8 thạc sĩ đang làm nghiên cứu sinh. Trong số các cơ sở đào tạo luật ở Việt Nam, Trường Đại học Luật, Đại học Quốc gia Hà Nội có tỷ lệ giảng viên có chức danh giáo sư, phó giáo sư và tiến sĩ là cao nhất. Căn cứ quy mô đào tạo của Trường và số giảng viên quy đổi theo quy định của Bộ Giáo dục và Đào tạo thì tỷ lệ tổng số sinh viên, học viên, nghiên cứu sinh trên giảng viên sau quy đổi là 17,54. Nếu chỉ tính tỷ lệ sinh viên đại học chính quy trên giảng viên thì tỷ lệ này là 11,4.

## Ban Giám hiệu

### Hiệu trưởng:
(trống)

### Phó hiệu trưởng phụ trách:
- PGS.TS. Trịnh Tiến Việt.

### Phó hiệu trưởng:
- PGS. TS. Nguyễn Hoàng Anh.

## Chương trình đào tạo

### Đại học (04)
- Luật.
- Luật (CLC).
- Luật thương mại quốc tế.
- Luật kinh doanh.

### Thạc sĩ (08)
- Luật dân sự và tố tụng dân sự.
- Luật hình sự và tố tụng hình sự.
- Luật kinh tế.
- Luật quốc tế.
- Luật hiến pháp và luật hành chính.
- Pháp luật về quyền con người.
- Luật biển và quản lý biển.
- Quản trị nhà nước và phòng, chống tham nhũng.

### Tiến sĩ (06)
- Lý luận, lịch sử nhà nước và pháp luật.
- Luật hiến pháp và luật hành chính.
- Luật hình sự và tố tụng hình sự.
- Luật dân sự và tố tụng dân sự.
- Luật kinh tế.
- Luật quốc tế.

## Cơ cấu tổ chức

### Đơn vị đào tạo trực thuộc (06)
- Khoa Lý luận, lịch sử nhà nước và pháp luật,
- Khoa Tư pháp hình sự.
- Khoa Luật dân sự.
- Khoa Luật kinh doanh.
- Khoa Luật Quốc tế.
- Khoa Luật Hiến pháp và Luật Hành chính.

### Trung tâm (05)
- Trung tâm Luật so sánh.
- Trung tâm nghiên cứu Quyền con người và Quyền công dân.
- Trung tâm Nghiên cứu và hỗ trợ pháp lý.
- Trung tâm Nghiên cứu Luật hình sự - Tội phạm học.
- Trung tâm Luật biển và hàng hải quốc tế.

### Hội đồng (02)
- Hội đồng Khoa học và Đào tạo (19 thành viên).
- Hội đồng Giáo sư cơ sở (15).

### Phòng chức năng (06)
- Phòng Quản lý đào tạo và Công tác chính trị học sinh sinh viên.
- Phòng Tổ chức cán bộ và Thanh tra pháp chế.
- Phòng Khảo thí và Đảm bảo chất lượng giáo dục.
- Phòng Quản lý khoa học và hợp tác phát triển.
- Phòng Hành chính - quản trị.
- Phòng Kế hoạch - tài chính.